# Mario Goossens
Mario Goossens (Hechtel-Eksel, 8 april 1972) is een Belgische drummer. Hij won in 2011 een Music Industry Award als beste Belgische muzikant. 
Goossens is vooral bekend als drummer van de Antwerpse rockband Triggerfinger. Hij begon zijn carrière bij Hoodoo Club en speelde ook bij Exterminator, Hooverphonic, Noordkaap, Monza en de Britse band Winterville. Als producer werkte hij mee aan albums van The Black Box Revelation, Jacle Bow, Steak Number Eight, Anton Walgrave, Team William, Roza Parks, Rusty Roots en The Damned and Dirty. Verder speelde hij als sessiemuzikant tal van nummers in voor onder andere Arsenal, Tom Helsen, Milow, Creature with the Atom Brain en Cowboys and Aliens. 
In 2019 startte Goossens samen met de Nederlandse drummer Cesar Zuiderwijk (Golden Earring) het muzikale project Sloper. In 2020 verscheen de debuut-ep Sloper op het onafhankelijke platenlabel Suburban.
Sinds midden juni 2021 speelt Goossens ook liveconcerten mee met Bazart.